# Pomník Mistra Jana Husa (Pouchov)
 Pomník Mistra Jana Husa v Pouchově – pískovcovo-žulový pomník, který byl odhalen 6. července 1931. Je jedním ze 6 pomníků tomuto církevnímu reformátorovi na území města Hradce Králové.

## Popis pomníku
Vysoký hranolový sloup ze žuly, ukončený kalichem, v přední části v nízkém reliéfu se nachází hlava Mistra Jana Husa. Pomník je ohrazen ze všech stran obrubníkem, na němž jsou vpravo a vlevo od pomníku nízké kamenné hranoly, které končí v úrovni poloviny Husova reliéfu.

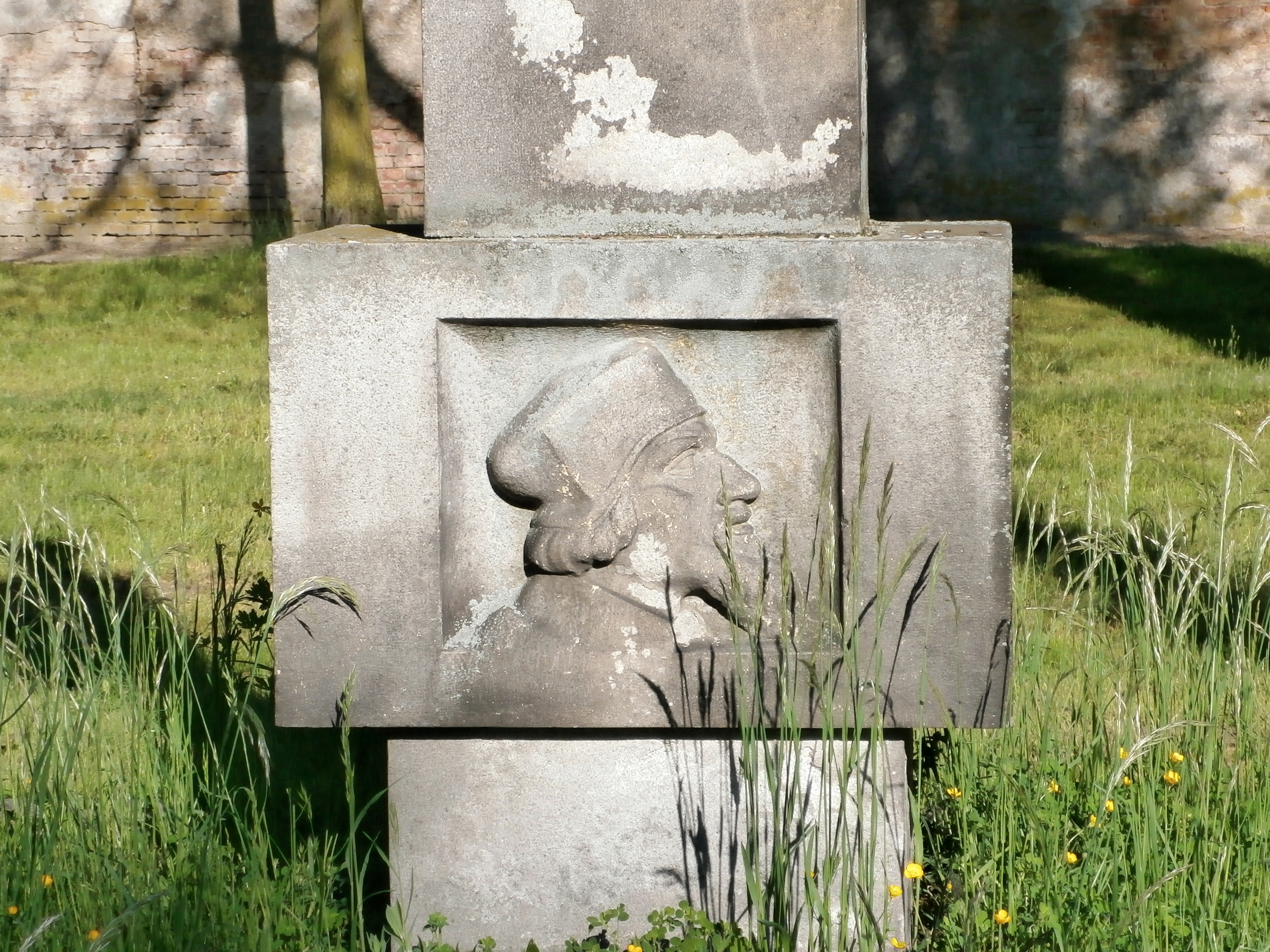
Reliéf hlavy M. Jana Husa

## Historie
O jeho postavení se uvažovalo již před první světovou válkou, kdy vznikl kroužek přátel, který chtěl uctít památku M. J. Husa postavením mohyly nedaleko fary a kostela. Kaplan Jan Havelka je nezaslouženě nazval „několika mladíky, kteří mají mléko na bradě“, protože nejmladšímu bylo 27 let a nejstaršímu přes 50 let.
Po ukončení první světové války dostal přednost pomník padlým. Komité pro jeho postavení odkázalo zbytek peněz (asi 2 000 Kč) nově tvořícímu se komité pro postavení Husova pomníku. To vypsalo soutěž na Husův pomník.
Do konce března 1924 měly být předsedovi Janu Volákovi z čp. 47 (později čp. 14) podány návrhy sochařů. 8. dubna téhož roku mělo být na schůzi rozhodnuto o návrzích, kterých došlo celkem 45, a to od 15 sochařů. Byly vybrány 3 nejlepší a dány k posouzení odborníkům v Hradci Králové. Nakonec byl vybrán návrh akademického sochaře Josefa Škody.
6. července 1930 se konala v tehdejších Pochybových sadech slavnost položení základního kamene, která začala slavnostním průvodem, po kterém promluvil řídící učitel Václav Černý z Pouchova, studentka Jaroslava Lupínková přednesla Macharova „Jana Husa“, místní pěvecký sbor zazpíval „Slávy synu“ a „Kto za pravdu hori“ a zakončena byla doslovem stavitelského asistenta a předsedy komitétu Františka Gruse.

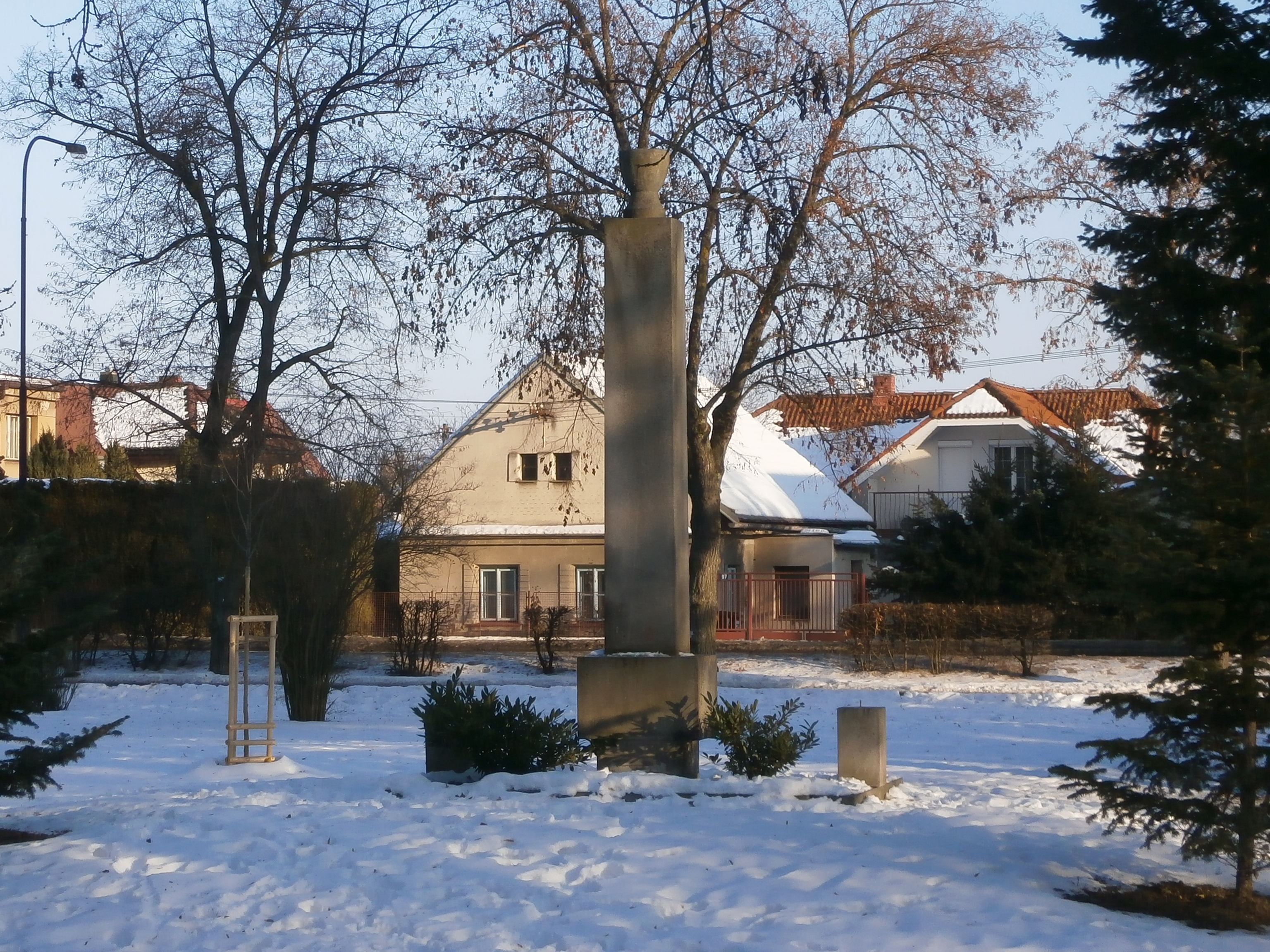
Pohled na zadní část pomníku

Přesně o rok později došlo ke slavnostnímu odhalení pomníku, který stál 12 000 Kč. Slavnostním řečníkem byl odborný učitel Slávek Semrád z Plotišť nad Labem. Po slavnosti se konal v zahradě u Malých (bývalý Česákův hostinec) koncert. Slavnosti předcházelo 5. července večer divadelní představení „Pan biskup“ od Josefa Haise Týneckého.